# Lekkoatletyka na Letnich Igrzyskach Olimpijskich 2004 – bieg na 110 m przez płotki mężczyzn
Bieg na 110 m przez płotki mężczyzn – jedna z konkurencji rozgrywanych w ramach lekkoatletyki podczas letnich igrzysk olimpijskich w 2004. Eliminacje odbyły się 24 sierpnia, ćwierćfinały miały miejsce 25 sierpnia, półfinały rozegrano 26 sierpnia, finał zaś odbył się 27 sierpnia.
Do eliminacji zgłoszonych zostało 47 zawodników z 34 państw.
Zawody w tej konkurencji wygrał reprezentant Chin Liu Xiang. Drugą pozycję zajął zawodnik ze Stanów Zjednoczonych Terrence Trammell, trzecią zaś reprezentujący Kubę Anier García.
Amerykański lekkoatleta Duane Ross został pozbawiony wywalczonego w półfinale 5. miejsca w grupie po tym, jak w jego organizmie wykryto niedozwolone substancje wspomagające.

## Wyniki

### Eliminacje
Bieg 1
| Miejsce | Zawodnik                     | Państwo             | Wynik |
| ------- | ---------------------------- | ------------------- | ----- |
| 1.      | Ladji Doucouré               | Francja             | 13,18 |
| 2.      | Staņislavs Olijars           | Łotwa               | 13,27 |
| 3.      | Satoru Tanigawa              | Japonia             | 13,39 |
| 4.      | Márcio de Souza              | Brazylia            | 13,43 |
| 5.      | Joseph-Berlioz Randriamihaja | Madagaskar          | 13,46 |
| 6.      | Felipe Vivancos              | Hiszpania           | 13,47 |
| 7.      | Jérôme Crews                 | Niemcy              | 13,83 |
| 8.      | Nenad Lončar                 | Serbia i Czarnogóra | 14,02 |

Bieg 2
| Miejsce | Zawodnik            | Państwo           | Wynik |
| ------- | ------------------- | ----------------- | ----- |
| 1.      | Dudley Dorival      | Haiti             | 13,39 |
| 2.      | Yoel Hernández      | Kuba              | 13,41 |
| 3.      | Chris Pinnock       | Jamajka           | 13,42 |
| 4.      | Todd Matthews-Jouda | Sudan             | 13,47 |
| 5.      | Terrence Trammell   | Stany Zjednoczone | 13,51 |
| 6.      | Shaun Bownes        | Południowa Afryka | 13,52 |
| 7.      | Damjan Zlatnar      | Słowenia          | 13,66 |
| 8.      | Jurica Grabušić     | Chorwacja         | 13,87 |

Bieg 3
| Miejsce | Zawodnik         | Państwo                  | Wynik |
| ------- | ---------------- | ------------------------ | ----- |
| 1.      | Liu Xiang        | Chińska Republika Ludowa | 13,27 |
| 2.      | Charles Allen    | Kanada                   | 13,35 |
| 3.      | Robert Kronberg  | Szwecja                  | 13,47 |
| 4.      | Igor' Pieriemota | Rosja                    | 13,54 |
| 5.      | Masato Naitō     | Japonia                  | 13,56 |
| 6.      | Serhij Demydiuk  | Ukraina                  | 13,80 |
| 7.      | Park Tae-kyong   | Korea Południowa         | 13,96 |
| 8.      | Luís Sá          | Portugalia               | 14,01 |

Bieg 4
| Miejsce | Zawodnik               | Państwo                  | Wynik |
| ------- | ---------------------- | ------------------------ | ----- |
| 1.      | Paulo Villar           | Kolumbia                 | 13,44 |
| 2.      | Mateus Facho Inocencio | Brazylia                 | 13,45 |
| 3.      | Allen Johnson          | Stany Zjednoczone        | 13,45 |
| 4.      | Jewgienij Pieczonkin   | Rosja                    | 13,64 |
| 5.      | Gregory Sedoc          | Holandia                 | 13,65 |
| 6.      | Shi Dongpeng           | Chińska Republika Ludowa | 13,68 |
| 7.      | Robert Newton          | Wielka Brytania          | 13,85 |
| 8.      | Edy Jakariya           | Indonezja                | 14,11 |

Bieg 5
| Miejsce | Zawodnik         | Państwo           | Wynik |
| ------- | ---------------- | ----------------- | ----- |
| 1.      | Anier García     | Kuba              | 13,24 |
| 2.      | Mike Fenner      | Niemcy            | 13,53 |
| 3.      | Stephen Jones    | Barbados          | 13,56 |
| 4.      | Siergiej Czepiga | Rosja             | 13,59 |
| 5.      | Dawit Ilariani   | Gruzja            | 13,72 |
| 6.      | Levente Csillag  | Węgry             | 13,74 |
| 7.      | Andy Turner      | Wielka Brytania   | 13,75 |
| –       | Duane Ross       | Stany Zjednoczone | 13,39 |

Bieg 6
| Miejsce | Zawodnik             | Państwo          | Wynik |
| ------- | -------------------- | ---------------- | ----- |
| 1.      | Maurice Wignall      | Jamajka          | 13,30 |
| 2.      | Richard Phillips     | Jamajka          | 13,39 |
| 3.      | Jackson Quiñónez     | Ekwador          | 13,44 |
| 4.      | Yuniel Hernández     | Kuba             | 13,48 |
| 5.      | Sultan Tucker        | Liberia          | 13,76 |
| 6.      | Tarmo Jallai         | Estonia          | 13,77 |
| 7.      | Mubarak Atta Mubarak | Arabia Saudyjska | 13,81 |
| –       | Redelén dos Santos   | Brazylia         | DNS   |

### Ćwierćfinały
Bieg 1
| Miejsce | Zawodnik                     | Państwo           | Wynik |
| ------- | ---------------------------- | ----------------- | ----- |
| 1.      | Ladji Doucouré               | Francja           | 13,23 |
| 2.      | Charles Allen                | Kanada            | 13,30 |
| 3.      | Robert Kronberg              | Szwecja           | 13,39 |
| 4.      | Jewgienij Pieczonkin         | Rosja             | 13,53 |
| 5.      | Joseph-Berlioz Randriamihaja | Madagaskar        | 13,64 |
| 6.      | Jackson Quiñónez             | Ekwador           | 13,67 |
| –       | Duane Ross                   | Stany Zjednoczone | 13,50 |
| –       | Damjan Zlatnar               | Słowenia          | DNS   |

Bieg 2
| Miejsce | Zawodnik           | Państwo           | Wynik |
| ------- | ------------------ | ----------------- | ----- |
| 1.      | Staņislavs Olijars | Łotwa             | 13,26 |
| 2.      | Anier García       | Kuba              | 13,28 |
| 3.      | Richard Phillips   | Jamajka           | 13,44 |
| 4.      | Felipe Vivancos    | Hiszpania         | 13,48 |
| 5.      | Mike Fenner        | Niemcy            | 13,53 |
| 6.      | Stephen Jones      | Barbados          | 13,85 |
| –       | Allen Johnson      | Stany Zjednoczone | DNF   |
| –       | Gregory Sedoc      | Holandia          | DNF   |

Bieg 3
| Miejsce | Zawodnik          | Państwo                  | Wynik |
| ------- | ----------------- | ------------------------ | ----- |
| 1.      | Liu Xiang         | Chińska Republika Ludowa | 13,26 |
| 2.      | Yoel Hernández    | Kuba                     | 13,29 |
| 3.      | Terrence Trammell | Stany Zjednoczone        | 13,34 |
| 4.      | Chris Pinnock     | Jamajka                  | 13,47 |
| 5.      | Márcio de Souza   | Brazylia                 | 13,54 |
| 6.      | Masato Naitō      | Japonia                  | 13,54 |
| 7.      | Igor' Pieriemota  | Rosja                    | 13,64 |
| 8.      | Paulo Villar      | Kolumbia                 | 14,03 |

Bieg 4
| Miejsce | Zawodnik               | Państwo           | Wynik |
| ------- | ---------------------- | ----------------- | ----- |
| 1.      | Mateus Facho Inocencio | Brazylia          | 13,33 |
| 2.      | Dudley Dorival         | Haiti             | 13,39 |
| 3.      | Maurice Wignall        | Jamajka           | 13,39 |
| 4.      | Yuniel Hernández       | Kuba              | 13,46 |
| 5.      | Siergiej Czepiga       | Rosja             | 13,55 |
| 6.      | Shaun Bownes           | Południowa Afryka | 13,62 |
| 7.      | Satoru Tanigawa        | Japonia           | 13,70 |
| 8.      | Todd Matthews-Jouda    | Sudan             | 13,77 |

### Półfinały
Bieg 1
| Miejsce | Zawodnik           | Państwo                  | Wynik |
| ------- | ------------------ | ------------------------ | ----- |
| 1.      | Maurice Wignall    | Jamajka                  | 13,17 |
| 2.      | Liu Xiang          | Chińska Republika Ludowa | 13,18 |
| 3.      | Staņislavs Olijars | Łotwa                    | 13,20 |
| 4.      | Charles Allen      | Kanada                   | 13,23 |
| 5.      | Yoel Hernández     | Kuba                     | 13,37 |
| 6.      | Robert Kronberg    | Szwecja                  | 13,42 |
| 7.      | Chris Pinnock      | Jamajka                  | 13,57 |
| –       | Duane Ross         | Stany Zjednoczone        | 13,30 |

Bieg 2
| Miejsce | Zawodnik               | Państwo           | Wynik |
| ------- | ---------------------- | ----------------- | ----- |
| 1.      | Ladji Doucouré         | Francja           | 13,06 |
| 2.      | Terrence Trammell      | Stany Zjednoczone | 13,17 |
| 3.      | Anier García           | Kuba              | 13,30 |
| 4.      | Mateus Facho Inocencio | Brazylia          | 13,34 |
| 5.      | Dudley Dorival         | Haiti             | 13,39 |
| 6.      | Richard Phillips       | Jamajka           | 13,47 |
| 7.      | Felipe Vivancos        | Hiszpania         | 13,52 |
| –       | Yuniel Hernández       | Kuba              | DNS   |

### Finał
| Miejsce | Zawodnik               | Państwo                  | Wynik   |
| ------- | ---------------------- | ------------------------ | ------- |
| 01 !    | Liu Xiang              | Chińska Republika Ludowa | 12,91 = |
| 02 !    | Terrence Trammell      | Stany Zjednoczone        | 13,18   |
| 03 !    | Anier García           | Kuba                     | 13,20   |
| 4.      | Maurice Wignall        | Jamajka                  | 13,21   |
| 5.      | Staņislavs Olijars     | Łotwa                    | 13,21   |
| 6.      | Charles Allen          | Kanada                   | 13,48   |
| 7.      | Mateus Facho Inocencio | Brazylia                 | 13,49   |
| 8.      | Ladji Doucouré         | Francja                  | 13,76   |